# هادي أسود
هادي أسود (24 يوليو1985)-مغني سوري شارك في برنامج الهواة سوبر ستار 2005

## حياته
ولد في قرية الفوعة شمال محافظة إدلب، أحب الموسيقى وشدت انتباهه منذ نعومة أظفاره وبدأ الغناء منذ كان عمره ثماني سنوات وبدأ حبه للغناء يكشف عن موهبة متميزة وصوت قوي ورائع وحساس لكل معاني الكلمات.هو الابن الأوسط في عائلته وشقيقه المغني شادي أسود له ستة أشقاءمن أمً ثانية هم جهاد ثم شقيقته هويدا، شيرين، شادي، مازن، باسل ووسام. نشأ وقضى معظم طفولته في مدينة دمشق إنتقل للعيش في لبنان وذلك لمتابعة فنه ودراسته للموسيقى من ثم اتجه إلى التمثيل

## حياته الخاصة
تزوج في ديسمبر 2013 من سارة مسلماني وهي لبنانية من خارج الوسط الفني  وفي تموز 2018 رزق بمولوده الأول من زوجته سارة، وأطلق عليه اسم «يوسف»

## مشواره الفني
- شارك في برنامج سوبر ستار في بموسمه الأول إلا أنه لم يقبل ولكن حبه وعشقه للغناء والموسيقى لم يثنيانه عن خوض التجربة في الموسم الثاني في عمان الأردن وذلك بعد أن تدرب بشكل متواصل وبجهد دؤوب مما دعى الجميع إلى الإعجاب بموهبته، وصل هادي إلى المرحلة التي أطلق عليها المثلث الذهبي الذي انفرط بخروجه وحصوله على المركز الثالث.
- أطلق أغنيته بستاهل قلبك عام 2006 وصورها على طريقة الفيديو كليب مع المخرج هادي أبي وردة وقام أيضا بعمل ديو غنائي بمشاركة أخوه شادي أسود بعنوان «يا خي» ثم تلتها أغنية «أحلى عمر».
- عام 2015 أطلق أغنية العالم كلو وصورها في الولايات المتحدة مع المخرج عماد رحيم بعدها في نفس العام أطلق أغنية أوكسجين وصورها على طريقة الفيديو كليب مع المخرج سليم سموع في الولايات المتحدة الإمريكية
- في سبتمبر 2016 عاد بأغنية منفردة بعنوان “عتبان قلبي” صوّرها مع المخرج سليم سمّوح من كلمات عماد مصطفى وألحان وتوزيع حازم كرم، ميكس وماسترينغ لفادي جيجي.[3]
- عام 2017 أطلقت أغنية «شكلو» من كلمات رياض العلي، وألحان حازم كرم، والتوزيع للروسي آليغال، وبإدارة المخرج سليم سمّوع أما الكليب صوّر في مدينة لوس أنجلوس في ولاية كاليفورنيا [4]
- في عام 2018 أطلق دنيت حب ثم أغنية يا كل العمر كلمات عماد مصطفى ألحان حازم كرم وصورها مع المخرج سليم سموع ثم أغنية وينك مع نفس فريق العمل
- في عام 2020 أطلق أغنية «يهز الأرض» كلمات والحان عمرو الشاذلي توزيع زووم وصورها مع المخرج فادي حداد.[5]

في مارس 2021 أطلق أغنية شو موجوع كلمات علي الأخرس وألحان ماجد حيدر ومن إخراج سليم سموح

## تجربته في التمثيل
- 2007: شارك في مسلسل سيرة الحب [6]